# World U-17 Hockey Challenge 2006
Die World U-17 Hockey Challenge 2006 war die 14. Austragung der World U-17 Hockey Challenge, einem Eishockeyturnier für Nachwuchs-Nationalmannschaften der Altersklasse U17. Vom 29. Dezember 2005 bis zum 4. Januar 2006 fand der Wettbewerb in Regina, Moose Jaw, Fort Qu’Appelle, Balgonie, Milestone, Indian Head, Southey und Weyburn in der kanadischen Provinz Saskatchewan statt. Die Goldmedaille gewann zum dritten Mal das Team Canada Québec, das sich im Finale gegen die Vereinigten Staaten durchsetzte.

## Modus
Die zehn Teilnehmer wurden in zwei Gruppen mit je fünf Mannschaften eingeteilt. In der Gruppenphase spielte jedes Team einmal gegen alle anderen Gruppenteilnehmer und absolvierte somit vier Spiele. Die jeweiligen Gruppenersten und -zweiten qualifizierten sich für das Halbfinale, das ebenso wie das Finale als K.-o.-Spiel ausgetragen wurde.

## Gruppenphase

### Gruppe A
| 29. Dezember 2005 19:30 Uhr (Ortszeit) | Canada West Dustin Cameron (25:44) Derek Hulak (41:15) Joel Broda (56:22) | 3:2 (0:1, 1:0, 2:1) Spielbericht | Slowakei Juraj Valach (4:16) Lukas Vartovnik (47:55) | Brandt Centre, Regina, Saskatchewan |

| 29. Dezember 2005 19:00 Uhr | Canada Ontario Sam Gagner (31:56) Logan Couture (33:57) Logan Couture (38:56) Sam Gagner (42:50) Logan Couture (47:49) | 5:6 (0:2, 3:2, 2:2) Spielbericht | Canada Québec Mathieu Tousignant (5:30) Michael Stinziani (18:34) Angelo Esposito (21:45) Marc-André Laroche (22:32) Francis Filion (41:52) Olivier Fortier (56:48) | Moose Jaw Civic Centre, Moose Jaw, Saskatchewan |

| 30. Dezember 2005 19:00 Uhr | Canada Ontario Chris Terry (13:30) Logan Couture (29:05) Drew Doughty (47:34) Marcus Carroll (52:47) Sam Gagner (55:35) | 5:7 (1:1, 1:3, 3:3) Spielbericht | Vereinigte Staaten James van Riemsdyk (2:25) Kevin Shattenkirk (28:26) Colin Wilson (36:39) John Albert (39:34) Kevin Shattenkirk (5:34) Teddy Ruth (54:28) Colin Wilson (59:40) | Moose Jaw Civic Centre, Moose Jaw, Saskatchewan |

| 30. Dezember 2005 19:00 Uhr | Canada Québec Angelo Esposito (16:15) Kevin Marshall (29:39) Angelo Esposito (30:40) Maxime Cliché (32:23) | 4:3 (1:0, 3:0, 0:3) Spielbericht | Slowakei Marek Bais (47:21) Matej Misura (48:10) Milan Kytnár (59:41) | Balgonie Centre, Balgonie, Saskatchewan |

| 31. Dezember 2005 17:00 Uhr | Canada Québec Maxime Macenauer (46:16) Francis Filion (52:24) Yann Sauvé (57:39) | 3:2 (0:1, 0:1, 3:0) Spielbericht | Canada West Mike Proudley (17:51) Nathan Green (39:45) | Moose Jaw Civic Centre, Moose Jaw, Saskatchewan |

| 31. Dezember 2005 17:00 Uhr | Vereinigte Staaten Ryan Hayes (33:13) Ryan Hayes (47:43) | 2:4 (0:2, 1:1, 1:1) Spielbericht | Slowakei Richard Ficko (12:57) Martin Stepan (17:21) Matej Misura (23:34) Lukas Vartovnik (59:58) | Milestone Arena, Milestone, Saskatchewan |

| 1. Januar 2006 15:00 Uhr | Vereinigte Staaten Colin Wilson (48:40) | 1:1 (0:0, 0:1, 1:0) Spielbericht | Canada West Joel Broda (37:28) | Brandt Centre, Regina, Saskatchewan |

| 1. Januar 2006 19:30 Uhr | Slowakei Marek Mertel (46:16) | 1:7 (0:2, 0:4, 1:1) Spielbericht | Canada Ontario Bryan Cameron (7:53) Sam Gagner (11:0) Daniel Lombardi (23:34) Chris Terry (26:09) Dale Mitchell (37:52) John Tavares (30:49) John Tavares (41:13) | Brandt Centre, Regina, Saskatchewan |

| 2. Januar 2006 15:00 Uhr | Canada Québec Alexander Killorn (17:30) | 1:5 (1:1, 0:1, 0:3) Spielbericht | Vereinigte Staaten Colby Cohen (1:32) Ryan Hayes (31:19) James van Riemsdyk (53:20) James van Riemsdyk (56:02) Joseph Lavin (59:59) | Brandt Centre, Regina, Saskatchewan |

| 2. Januar 2006 19:30 Uhr | Canada West Jason Gregoire (1:44) Luke Schenn (2:38) | 2:7 (2:1, 0:2, 0:4) Spielbericht | Canada Ontario Sam Gagner (18:24) Bryan Cameron (31:23) John Tavares (35:25) Chris Terry (40:48) Bryan Cameron (43:56) John Tavares (46:56) Logan Couture (55:31) | Brandt Centre, Regina, Saskatchewan |

| Pl. |                    | Sp | S | U | N | Tore  | Punkte |
| 1.  | Canada Québec      | 4  | 3 | 0 | 1 | 14:15 | 6      |
| 2.  | Vereinigte Staaten | 4  | 2 | 1 | 1 | 15:11 | 5      |
| 3.  | Canada Ontario     | 4  | 2 | 0 | 2 | 24:16 | 4      |
| 4.  | Canada West        | 4  | 1 | 1 | 2 | 08:13 | 3      |
| 5.  | Slowakei           | 4  | 1 | 0 | 3 | 10:16 | 2      |

Abkürzungen: Pl. = Platz, Sp = Spiele, S = Siege (auch nach Verlängerung (Overtime) oder Penaltyschießen), U = Unentschieden, N = Niederlagen

Erläuterungen: Qualifikant für das Halbfinale

### Gruppe B
| 29. Dezember 2005 15:00 Uhr (Ortszeit) | Canada Pacific Dustin Sylvester (3:27) Zach Boychuk (23:24) Colton Grant (27:13) Brandon Sutter (53:59) Dana Tyrell (58:06) | 5:1 (1:1, 2:0, 2:0) Spielbericht | Finnland Lassi Kokkala (5:22) | Brandt Centre, Regina, Saskatchewan |

| 29. Dezember 2005 15:00 Uhr | Deutschland Alexander Oblinger (16:23) Alexander Oblinger (32:27) Alexander Oblinger (37:41) | 3:5 (1:1, 2:2, 0:2) Spielbericht | Tschechien Stanislav Polodna (0:28) Miroslav Kopic (28:45) Stanislav Polodna (39:17) Tomáš Hájek (40:21) Roman Szturc (47:32) | Fort Qu’Appelle Arena, Fort Qu’Appelle, Saskatchewan |

| 30. Dezember 2005 15:00 Uhr | Finnland Jesse Laaksonen (24:39) | 1:1 (0:0, 1:0, 0:1) Spielbericht | Tschechien Jan Maruna (55:55) | Brandt Centre, Regina, Saskatchewan |

| 30. Dezember 2005 19:30 Uhr | Canada Pacific Tyler Ennis (3:29) Kyle Turris (9:34) Dustin Sylvester (12:08) Nick Ross (14:50) Colton Grant (18:19) Tyler Ennis (23:08) Matthew Hallick (25:11) Kyle Turris (29:22) Ryan Kerr (35:38) Ryan Kerr (48:00) Dustin Sylvester (48:19) | 11:6 (5:1, 4:1, 2:4) Spielbericht | Canada Atlantic Matthew Brenton (12:38) Logan MacMillan (23:45) Alex Grant (46:18) Scott Jenks (51:18) Ben MacAskill (52:33) Colin Escott (58:20) | Brandt Centre, Regina, Saskatchewan |

| 31. Dezember 2005 13:00 Uhr | Tschechien Miroslav Kopic (24:04) Radek Vlašánek (57:33) | 2:5 (0:2, 1:3, 1:0) Spielbericht | Canada Pacific Nick Ross (9:58) Eric Doyle (12:34) Dustin Sylvester (22:22) Brandon Sutter (30:42) Justin Palazzo (33:19) | Brandt Centre, Regina, Saskatchewan |

| 31. Dezember 2005 17:00 Uhr | Canada Atlantic Brad Malone (9:39) Scott Brannon (25:12) Chris Doyle (30:15) | 3:3 (1:1, 2:1, 0:1) Spielbericht | Deutschland Alexander Oblinger (13:19) André Huebscher (21:38) Patrick Geiger (49:24) | Brandt Centre, Regina, Saskatchewan |

| 1. Januar 2006 19:00 Uhr | Canada Atlantic Brad Malone (4:00) Colin Escott (9:09) Matthew Brenton (56:02) | 3:1 (2:0, 0:1, 1:0) Spielbericht | Finnland Jaakko Jääskelä (36:02) | Moose Jaw Civic Centre, Moose Jaw, Saskatchewan |

| 1. Januar 2006 19:00 Uhr | Deutschland Steven Rupprich (41:03) Steven Rupprich (53:32) | 2:11 (0:1, 0:4, 2:6) Spielbericht | Canada Pacific Colton Gillies (14:57) Brett Sonne (20:44) Colton Gillies (22:51) Brandon Sutter (24:43) Tyler Ennis (33:17) Colton Grant (43:42) Lucas Bloodoff (52:03) Matthew Hallick (55:09) Matthew Hallick (56:22) Brandon Sutter (57:36) Brett Sonne (58:23) | Indian Head Arena, Indian Head, Saskatchewan |

| 2. Januar 2006 19:00 Uhr | Tschechien Jaroslav Hertl (8:54) Petr Kafka (15:54) Tomáš Karpov (24:52) Tomáš Hájek (34:09) Tomáš Karpov (41:37) | 5:5 (2:2, 2:1, 1:2) Spielbericht | Canada Atlantic Randy Cameron (1:34) Logan MacMillan (17:33) Brad Malone (37:19) Logan MacMillan (49:50) Stephen Lund (52:14) | Moose Jaw Civic Centre, Moose Jaw, Saskatchewan |

| 2. Januar 2006 19:00 Uhr | Finnland Eetu Pöysti (10:08) Juho Määttä (28:27) | 2:2 (1:0, 1:1, 0:1) Spielbericht | Deutschland Steven Rupprich (24:45) Sören Sturm (58:33) | Southey Arena, Southey, Saskatchewan |

| Pl. |                 | Sp | S | U | N | Tore  | Punkte |
| 1.  | Canada Pacific  | 4  | 4 | 0 | 0 | 32:11 | 8      |
| 2.  | Tschechien      | 4  | 1 | 2 | 2 | 13:14 | 4      |
| 3.  | Canada Atlantic | 4  | 1 | 2 | 2 | 17:20 | 4      |
| 4.  | Finnland        | 4  | 0 | 2 | 2 | 05:11 | 2      |
| 5.  | Deutschland     | 4  | 0 | 2 | 2 | 10:21 | 2      |

Abkürzungen: Pl. = Platz, Sp = Spiele, S = Siege (auch nach Verlängerung (Overtime) oder Penaltyschießen), U = Unentschieden, N = Niederlagen

Erläuterungen: Qualifikant für das Halbfinale

## Platzierungsspiele

### Spiel um Platz 9
| 3. Januar 2006 15:00 Uhr (Ortszeit) | Slowakei Martin Stepan (18:27) Milan Kytnár (30:51) Martin Stepan (42:42) Penalty-Shootout: Martin Stepan Jozef Molnar Matej Misura Juraj Valach Milan Kytnár | 4:3 n. P. (1:1, 1:1, 1:1, 0:0, 1:0) Spielbericht | Deutschland Markus Ruderer (12:37) Patrick Geiger (33:02) André Huebscher (47:31) Penalty-Shootout: Markus Ruderer Patrick Geiger Steven Rupprich Vadim Jost André Huebscher | Moose Jaw Civic Centre, Moose Jaw, Saskatchewan |

### Spiel um Platz 7
| 3. Januar 2006 15:00 Uhr | Canada West Jason Gregoire (23:40) Jason Gregoire (60:36) | 2:1 n. V. (0:1, 1:0, 0:0, 1:0) Spielbericht | Finnland Eetu Pöysti (16:20) | Brandt Centre, Regina, Saskatchewan |

### Spiel um Platz 5
| 3. Januar 2006 19:00 Uhr | Canada Ontario Torschützen unvollständig | 9:1 (6:0, 1:0, 2:1) Spielbericht | Canada Atlantic Torschützen unvollständig | Weyburn Arena, Weyburn, Saskatchewan |

## Finalrunde
|  | Halbfinale | Halbfinale         | Halbfinale |  |  | Finale | Finale             | Finale |
|  |            |                    |            |  |  |        |                    |        |
|  |            |                    |            |  |  |        |                    |        |
|  | A1         | Canada Québec      | 2          |  |  |        |                    |        |
|  | B2         | Tschechien         | 1          |  |  |        |                    |        |
|  |            |                    |            |  |  | A1     | Canada Québec      | 5      |
|  |            |                    |            |  |  | A2     | Vereinigte Staaten | 2      |
|  | B1         | Canada Pacific     | 4          |  |  |        |                    |        |
|  | A2         | Vereinigte Staaten | 8          |  |  |        |                    |        |
|  |            |                    |            |  |  |        |                    |        |

### Halbfinale
| 3. Januar 2006 19:30 Uhr (Ortszeit) | Canada Québec Jean-Simon Allard (15:23) Michael Stinziani (24:16) | 2:1 (1:0, 1:0, 0:1) Spielbericht | Tschechien Jakub Maxa (42:19) | Moose Jaw Civic Centre, Moose Jaw, Saskatchewan |

| 3. Januar 2006 19:30 Uhr | Canada Pacific Colton Grant (6:20) Dana Tyrell (32:43) Tyler Ennis (46:30) Nick Ross (57:35) | 4:8 (1:2, 1:4, 2:2) Spielbericht | Vereinigte Staaten Colin Wilson (11:51) James van Riemsdyk (18:39) Matt Rust (20:35) James van Riemsdyk (27:24) Colin Wilson (27:59) Ryan Hayes (39:05) C. J. Severyn (44:37) Cade Fairchild (49:39) | Brandt Centre, Regina, Saskatchewan |

### Spiel um Platz 3
| 4. Januar 2006 15:00 Uhr | Tschechien Tomáš Karpov (1:27) Petr Kafka (7:39) Petr Kafka (28:29) Tomáš Schmidt (59:13) Penalty-Shootout: Radek Vlasanek Tomáš Karpov Petr Kafka Marek Indra Stanislav Polodna | 5:4 n. P. (2:2, 1:1, 1:1, 0:0, 1:0) Spielbericht | Canada Pacific Kyle Turris (2:27) Dustin Sylvester (6:32) Tyler Ennis (29:50) Dana Tyrell (40:48) Penalty-Shootout: Dustin Sylvester Thomas Hickey Brandon Sutter Tyler Ennis Kyle Turris Dustin Sylvester | Brandt Centre, Regina, Saskatchewan |

### Finale
| 4. Januar 2006 19:30 Uhr | Canada Québec Keven Veilleux (18:02) Marc-Antoine Desnoyers (19:32) Michael Stinziani (43:37) Maxime Cliché (49:14) Mathieu Tousignant (59:18) | 5:2 (2:0, 0:1, 3:1) Spielbericht | Vereinigte Staaten Colin Wilson (28:22) Kevin Shattenkirk (40:36) | Brandt Centre, Regina, Saskatchewan |

### Sieger – Team Canada Québec
| Sieger der World U-17 Hockey Challenge 2006 Team Canada Québec | Torhüter: Raffaël D’Orso, Nicola Riopel Verteidiger: Adam Bourque-Leblanc, Gabriel Carle, Marc-Antoine Desnoyers, Keven Dupont, Philippe Garnier, Kevin Marshall, Yann Sauvé Angreifer: Jean-Simon Allard, Maxime Cliché, Philippe Cornet, Angelo Esposito, Francis Filion, Olivier Fortier, Keven Guérette-Charland, Alexander Killorn, Marc-André Laroche, Maxime Macenauer, Michael Stinziani, Mathieu Tousignant, Keven Veilleux Trainer: Martin Bernard |

## Abschlussplatzierungen
| Pl. | Team               |
| --- | ------------------ |
| 1   | Canada Québec      |
| 2   | Vereinigte Staaten |
| 3   | Tschechien         |
| 4   | Canada Pacific     |
| 5   | Canada Ontario     |
| 6   | Canada Atlantic    |
| 7   | Canada West        |
| 8   | Finnland           |
| 9   | Slowakei           |
| 10  | Deutschland        |

## All-Star Team
| Tournament All-Star Team |                                                           |
| Angriff:                 | Pac. Tyler Ennis – Ont. John Tavares – James van Riemsdyk |
| Verteidigung:            | Pac. Thomas Hickey – Ont. Mark Katic                      |
| Tor:                     | Brad Phillips                                             |